# Église Saint-Martin de Lavall
Pour les articles homonymes, voir église Saint-Martin.
L'église Saint-Martin de Lavall est une église romane située dans le hameau de La Vall, à Sorède, dans le département français des Pyrénées-Orientales.

## Histoire
Une importante campagne de travaux de restauration de l'édifice est entamée en 1992. Celle-ci se termine avec la consécration en juin 2017 par Monseigneur Norbert Turini, évêque de Perpignan, d'une nouvelle table d'autel. Cette dernière contient notamment une relique de saint Gaudérique.
La fête patronale y a lieu le 11 novembre.